# Снигирев, Иван Александрович
Иван Александрович Снигирев (1922, Парон, Нолинский уезд — 6 декабря 1943, Мошорино, Кировоградская область) — участник Великой Отечественной войны, пулемётчик разведывательной роты 66-й механизированной бригады (8-й механизированный корпус, 2-й Украинский фронт), сержант. Закрыл своим телом амбразуру пулемёта.

## Биография
Родился в 1922 году в деревне Парон, неподалёку от села Русский Сурвай. В 1941 году Унинским РВК призван в действующую армию.
С ноября 1942 года воевал под Сталинградом, 21 ноября 1943 года награждён медалью «За оборону Сталинграда». Был дважды ранен.
В декабре 1943 года 66-я механизированная бригада вела тяжёлые бои по расширению плацдарма на правом берегу Днепра. К 6 декабря 1943 года наступление советских войск в районе южнее Знаменки уже выдохлось, но советские войска продолжали попытки прорыва обороны противника. Сержант Снигирёв принимал участие в разведке переднего края противника. В ходе разведки им было уничтожено пулемётное гнездо и 9 солдат противника, после чего сержант Снигирёв закрыл своим телом амбразуру пулемёта
Был похоронен в селе Мошорино, впоследствии перезахоронен на мемориальном кладбище в селе Васино (могила № 105).
Командиром роты был представлен к награждению Орденом Отечественной войны 1 степени, которым сержант Снигирёв был награждён посмертно приказом по корпусу от 29.02.1944.